# Grades de l'armée serbe
Le tableau ci-dessous présente les grades militaires de l'armée serbe.
En accord avec la nouvelle loi militaire serbe, plusieurs grades, comme ceux de capitaine de première classe et sergent chef, seront remplacés tandis que le grade de général de brigade sera créé. Les grades de la flottille de rivière sont temporaires et devraient à terme être remplacés par ceux de l'Armée de Terre.
| Catégorie                                                      | Armée de Terre                                                             | Armée de l'Air et défense anti-aérienne                                    | Flottille de rivière                                                       |
| -------------------------------------------------------------- | -------------------------------------------------------------------------- | -------------------------------------------------------------------------- | -------------------------------------------------------------------------- |
| Généraux/Amiraux                                               |                                                                            |                                                                            |                                                                            |
| Général (Генерал / General)                                    | Général (Генерал / General)                                                | Amiral (Адмирал)                                                           |                                                                            |
| Lieutenant général (Генерал-Потпуковник / General-Potpukovnik) | Lieutenant général (Генерал-Потпуковник / General-Potpukovnik)             | Vice-amiral (Вице Адмирал / Vice Admiral)                                  |                                                                            |
| Major-général (Генерал-Мајор / General-Major)                  | Major-général (Генерал-Мајор / General-Major)                              | Contre-amiral (Контра Адмирал / Kontra Admiral)                            |                                                                            |
| Brigadier General (Бригадни Генерал / Brigadni General)        | Brigadier General (Бригадни Генерал / Brigadni General)                    | Commodore (Комодор / Komodor)                                              |                                                                            |
| Officiers                                                      | Colonel (Пуковник / Pukovnik)                                              | Colonel (Пуковник / Pukovnik)                                              | Capitaine (Капетан Бојног Брода / Kapetan Vojnog Broda)                    |
| Officiers                                                      | Lieutenant-colonel (Потпуковник / Potpukovnik)                             | Lieutenant-colonel (Потпуковник / Potpukovnik)                             | Capitaine de frégate (Капетан Фрегате / Kapetan Fregate)                   |
| Officiers                                                      | Major (Мајор / Major)                                                      | Major (Мајор / Major)                                                      | Capitaine de corvette (Капетан Корвете / Kapetan Korvete)                  |
| Officiers                                                      | Capitaine, 1re classe (Капетан I класе / Kapetan I klase)                  | Capitaine, 1re classe (Капетан I класе / Kapetan I klase)                  | Premier-lieutenant (Поручник Бојног Брода / Poručnik Vojnog Broda)         |
| Officiers                                                      | Capitaine (Капетан / Kapetan)                                              | Capitaine (Капетан / Kapetan)                                              | Lieutenant de frégate (Поручник Фрегате / Poručnik Fregate)                |
| Officiers                                                      | Premier-lieutenant (Поручник / Poručnik)                                   | Premier-lieutenant (Поручник / Poručnik)                                   | Lieutenant de corvette (Поручник Корвете / Poručnik Korvete)               |
| Officiers                                                      | Sous-lieutenant (Потпоручник / Potporučnik)                                | Sous-lieutenant (Потпоручник / Potporučnik)                                | Enseigne de vaisseau (Потпоручник / Potporučnik)                           |
| Sous-officiers                                                 | Adjudant, 1re classe (Заставник I класе / Zastavnik I klase)               | Adjudant, 1re classe (Заставник I класе / Zastavnik I klase)               | Adjudant, 1re classe (Заставник I класе / Zastavnik I klase)               |
| Sous-officiers                                                 | Adjudant (Заставник / Zastavnik)                                           | Adjudant (Заставник / Zastavnik)                                           | Adjudant (Заставник / Zastavnik)                                           |
| Sous-officiers                                                 | Sergent chef, 1re classe (Старији Водник I класе / Stariji Vodnik I klase) | Sergent chef, 1re classe (Старији Водник I класе / Stariji Vodnik I klase) | Sergent chef, 1re classe (Старији Водник I класе / Stariji Vodnik I klase) |
| Sous-officiers                                                 | Sergent chef (Старији Водник / Stariji Vodnik)                             | Sergent chef (Старији Водник / Stariji Vodnik)                             | Sergent chef (Старији Водник / Stariji Vodnik)                             |
| Sous-officiers                                                 | Sergent, 1re classe (Водник I класе / Vodnik I klase)                      | Sergent, 1re classe (Водник I класе / Vodnik I klase)                      | Sergent, 1re classe (Водник I класе / Vodnik I klase)                      |
| Sous-officiers                                                 | Sergent, (Водник / Vodnik)                                                 | Sergent, (Водник / Vodnik)                                                 | Sergent, (Водник / Vodnik)                                                 |
| Soldats                                                        | Sergent junior, (Млађи водник / Mlađi vodnik)                              | Sergent junior d'aviation (Млађи водник / Mlađi vodnik)                    | Sergent junior, (Млађи водник / Mlađi vodnik)                              |
| Soldats                                                        | Caporal, (Десетар / Desetar)                                               | Caporal, (Десетар / Desetar)                                               | Caporal, (Десетар / Desetar)                                               |
| Soldats                                                        | Soldat, (Разводник / Razvodnik)                                            | Soldat, (Разводник / Razvodnik)                                            | Matelot, 1re classe (Разводник / Razvodnik)                                |